# 2020年東京オリンピックのモンテネグロ選手団
2020年東京オリンピックのモンテネグロ選手団（2020ねんとうきょうオリンピックのモンテネグロせんしゅだん）は、2021年7月23日から8月8日まで日本の東京で開催された2020年東京オリンピックのモンテネグロ選手団の名簿。

## 選手団
- 人員: 選手 34人[1]

## 種目別選手・スタッフ名簿及び成績

### 陸上
以下の選手が出場資格を獲得している。
- ダニエル・フルトゥラ
  - （男子円盤投げ）
- マリヤ・ヴコヴィッチ
  - （女子走り高跳び）

### ハンドボール
- 女子 - 14名出場予定[4]

### セーリング
以下の選手が出場資格を獲得している。
- ミリヴォイ・ドゥキッチ
  - （男子レーザー級）

### 水球
- 男子 - 12名出場予定[6][7]